# 瓦斯加穆瓦國家公園
7°43′N 80°56′E / 7.717°N 80.933°E

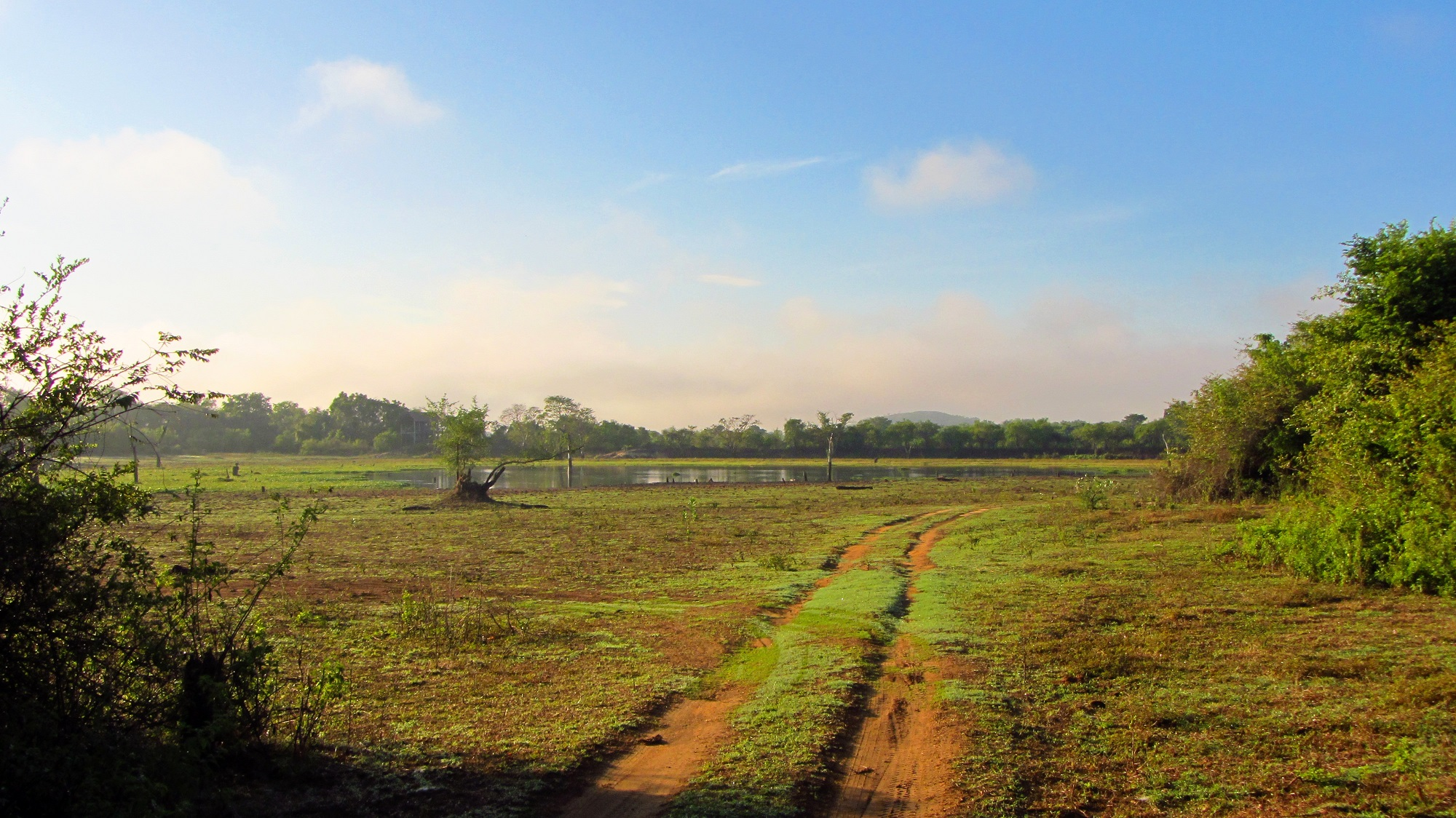

瓦斯加穆瓦國家公園是斯里蘭卡的國家公園，位於該國中部，橫跨中央省和北中省，距離首都可倫坡225公里，成立於1984年8月7日，面積393平方公里。